# Remparts de Toulouse
Les remparts de Toulouse sont les fortifications érigées entre les Ier et XVIe siècles pour protéger la ville de Toulouse, en France.
Un premier rempart monumental est élevé par les Romains vers 30 autour de la ville nouvelle de Tolosa. Ce rempart de prestige, sans fonction militaire, montre l'importance de la jeune colonie romaine. Le rempart est agrandi et surtout complété, au Bas-Empire, par la construction de tours défensives, alors que les incertitudes du IVe siècle pèsent sur la ville.
Il est entretenu au début du Moyen Âge, mais il est en grande partie détruit au cours de la Croisade des albigeois, sur l'ordre de Simon de Montfort en 1209, puis sur injonction du traité de Meaux en 1229. Il est partiellement reconstruit au cours du XIVe siècle, lors de la guerre de Cent Ans. Dans le même temps, les remparts des deux principaux faubourgs de la ville, autour de Saint-Sernin et sur la rive gauche de la Garonne, sont également élevés. Au début du XVIe siècle, face à la menace espagnole, dans le cadre de la lutte entre le roi François Ier et l'empereur Charles Quint, de nouveaux bastions sont aménagés pour défendre la ville.
Au XVIIIe siècle, la vieille muraille enserre la ville. Les aménagements urbains du XIXe siècle ont pour conséquence la démolition de la plupart des éléments du rempart, qui est aujourd'hui presque entièrement disparu. Les éléments subsistants sont pour la plupart protégés au titre des monuments historiques.

## Éléments subsistants

### Rempart du Bas-Empire
Le musée de l'Institut catholique de Toulouse conserve un pan de 70 mètres de long d'un rempart romain tardif et les traces d'un fossé le long de ce rempart. Il a probablement été construit au IVe siècle, dans le contexte des incertitudes politiques de l'empire et des migrations de peuples germains. Il longe la Garonne et la Garonnette, s'appuyant sur la terrasse de la Garonne, et permet de renforcer la protection de la ville du côté du fleuve, à l'ouest. Il est construit en briques, sur un soubassement qui intègre de nombreux éléments de récupération, en particulier des fragments de statues et de chapiteaux antiques, provenant peut-être des monuments funéraires de la nécropole de la voie aquitaine. En 1963, il est classé monument historique,.

### Rempart de la maison Seilhan
Le pan de rempart gallo-romain conservé dans la maison Seilhan, sur la place du Parlement (actuels no 7-8) permet d'observer le mode de construction du rempart. Les fondations sont coulées sur 2,8 mètres de largeur et 0,9 mètre de profondeur. Le mur du rempart est épais de 2,4 mètres. Les faces extérieures sont élevées en brique et des murettes transversales, également en brique, les relient à intervalles réguliers, formant des caissons remplis d’opus caementicium, un mélange de mortier de chaux et de galets tirés du lit de la Garonne. Ce système de construction, adapté de systèmes grecs, est unique dans l'empire romain.

### Barbacane de la Porte du Château
Au début du XIIIe siècle, une barbacane, désignée comme la barbacane du Château, est construite afin de protéger la Porte du Château. Elle est réaménagée en 1525 lors d'importants travaux qui visent à compléter le rempart,. Elle est cependant détruite au début du XIXe siècle dans le cadre du réaménagement de l'entrée sud de la ville. En 1830, un immeuble (actuel no 1 place du Parlement et no 13 allées Paul-Feuga) est construit à son emplacement, conservant une partie du mur de cette barbacane, qui sert de mur mitoyen avec les immeubles voisins (actuels no 13 avenue Maurice-Hauriou et no 12 rue des Renforts). Depuis 1993, il est inscrit sur l'inventaire supplémentaire des monuments historiques.

### Porte narbonnaise et Château narbonnais
La Porte narbonnaise était une des quatre portes de l'enceinte romaine, au débouché sud du cardo maximus, permettant de donner accès à la voie aquitaine. Elle était voûtée et protégée par deux tours à talon à base polygonale. Elle était construite de petits moellons de calcaire et des briques. Le mur du rempart et les tours sont conservés sur 2 mètres d’élévation,. Au Moyen Âge, le château des comtes de Toulouse, le Château narbonnais, se développe sur la Porte narbonnaise : siège du pouvoir comtal du VIIIe siècle au XIIIe siècle, il est occupé par la suite par les institutions royales, en particulier le Parlement après 1443. Le vieux château est en partie détruit en 1556 et reconstruit par les architectes Nicolas Bachelier et Dominique Bertin. Devenu Palais de justice de Toulouse en 1811, le bâtiment est complètement transformé entre 1822 et 1850 par l'architecte Jean-Pierre Laffon.
Les travaux du palais de justice entre 1996 et 2008 ont permis la mise au jour par l'INRAP de vestiges de la Porte narbonnaise et du Château narbonnais. Depuis 1994, ils avaient été pris en compte dans l'inscription de plusieurs éléments du palais de justice. Ils sont également mis en valeur dans le cadre de l'aménagement du nouveau palais de justice et visibles dans la crypte archéologique aménagée dans les sous-sols.

### Tour du Sénéchal, tour des Hauts-Murats et sections des remparts gallo-romain et médiéval
La tour du Sénéchal et la tour des Hauts-Murats sont construites probablement au IVe siècle, afin de renforcer la première enceinte romaine. Lors de la croisade des albigeois, en 1215, le chef des croisés, Simon de Montfort ordonne la destruction du rempart et le comblement du fossé qui l'entoure. Les deux tours sont réduites à seulement 3 mètres de hauteur. Le rempart est reconstruit seulement deux ans plus tard par les Toulousains révoltés contre Simon de Montfort, mais il est à nouveau démantelé après le traité de Meaux-Paris de 1229 conclu par le roi de France, Louis IX, et le comte de Toulouse, Raimond VII. En 1346, les conflits de la Guerre de Cent Ans entre le roi de France et le roi d'Angleterre touchent le Languedoc et les capitouls décident la construction d'une nouvelle muraille en terre battue. La tour des Hauts-Murats et la tour du Sénéchal se trouvent en arrière du nouveau rempart. Perdant toute fonction militaire, la tour des Hauts-Murats devient une prison, tandis que la tour du Sénéchal devient une dépendance de l'hôtel du Sénéchal de Toulouse. Au XVIe siècle est entreprise la reconstruction du rempart avec des matériaux plus solides. La nouvelle muraille mesure six mètres de haut et fait presque un mètre et demi d'épaisseur. Dépourvue de tours, elle est flanquée d'échauguettes.
Au XIXe siècle, la tour des Hauts-Murats est intégrée à la prison militaire Furgole. Après la Seconde Guerre mondiale, l'Institut national polytechnique de Toulouse (INPT) s'installe dans ces bâtiments, qu'il quitte au début des années 2000. L'ensemble est dévolu en 2009 à l'association Habitat et Humanisme (H&H), qui veut y construire des logements. La tour des Hauts-Murats et les vestiges du rempart gallo-romain sont protégés depuis 1925 au titre des monuments historiques. Une nouvelle inscription en 1995 est a complété cette protection par l'inscription des vestiges du rempart médiéval.

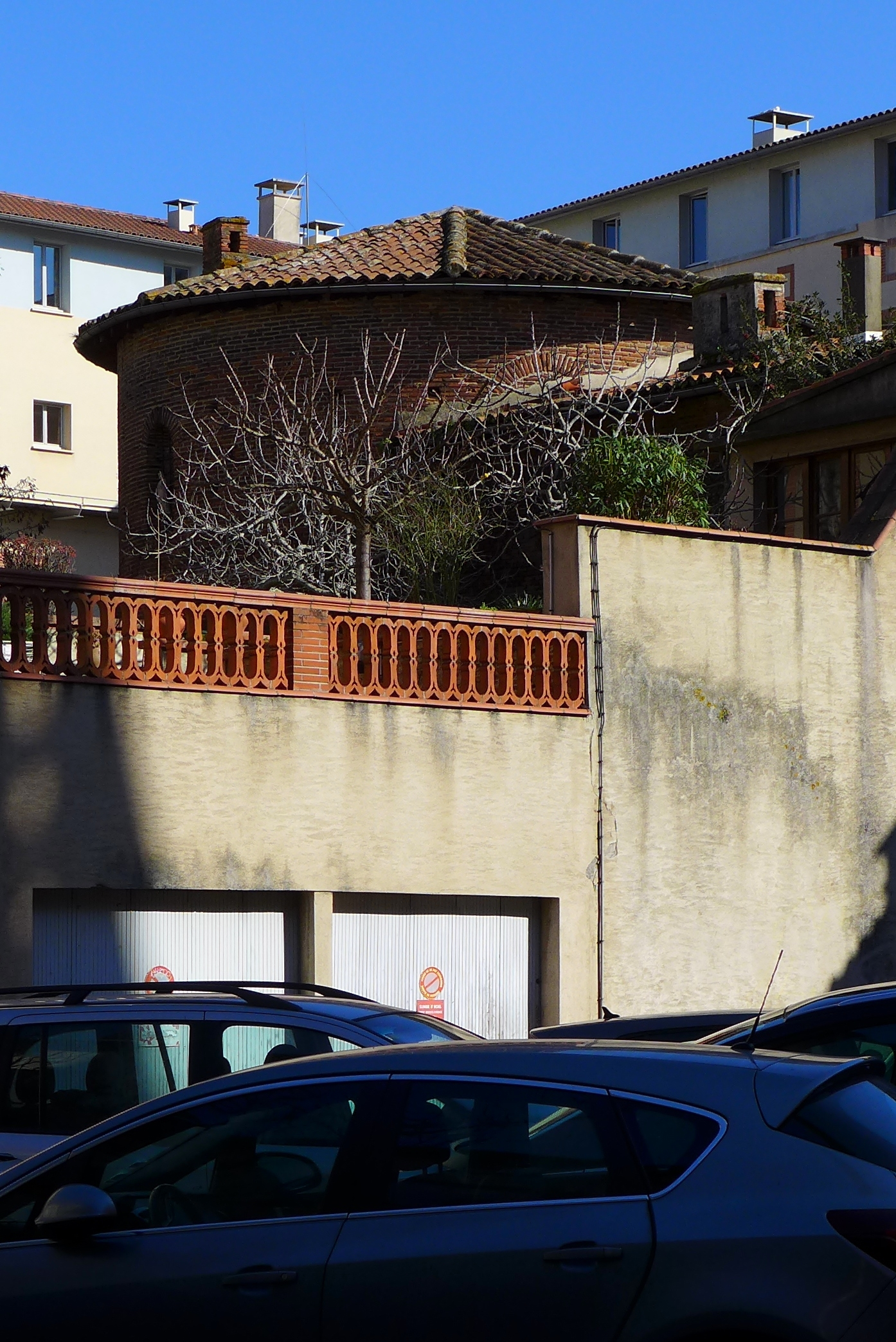
La tour des Hauts-Murats.
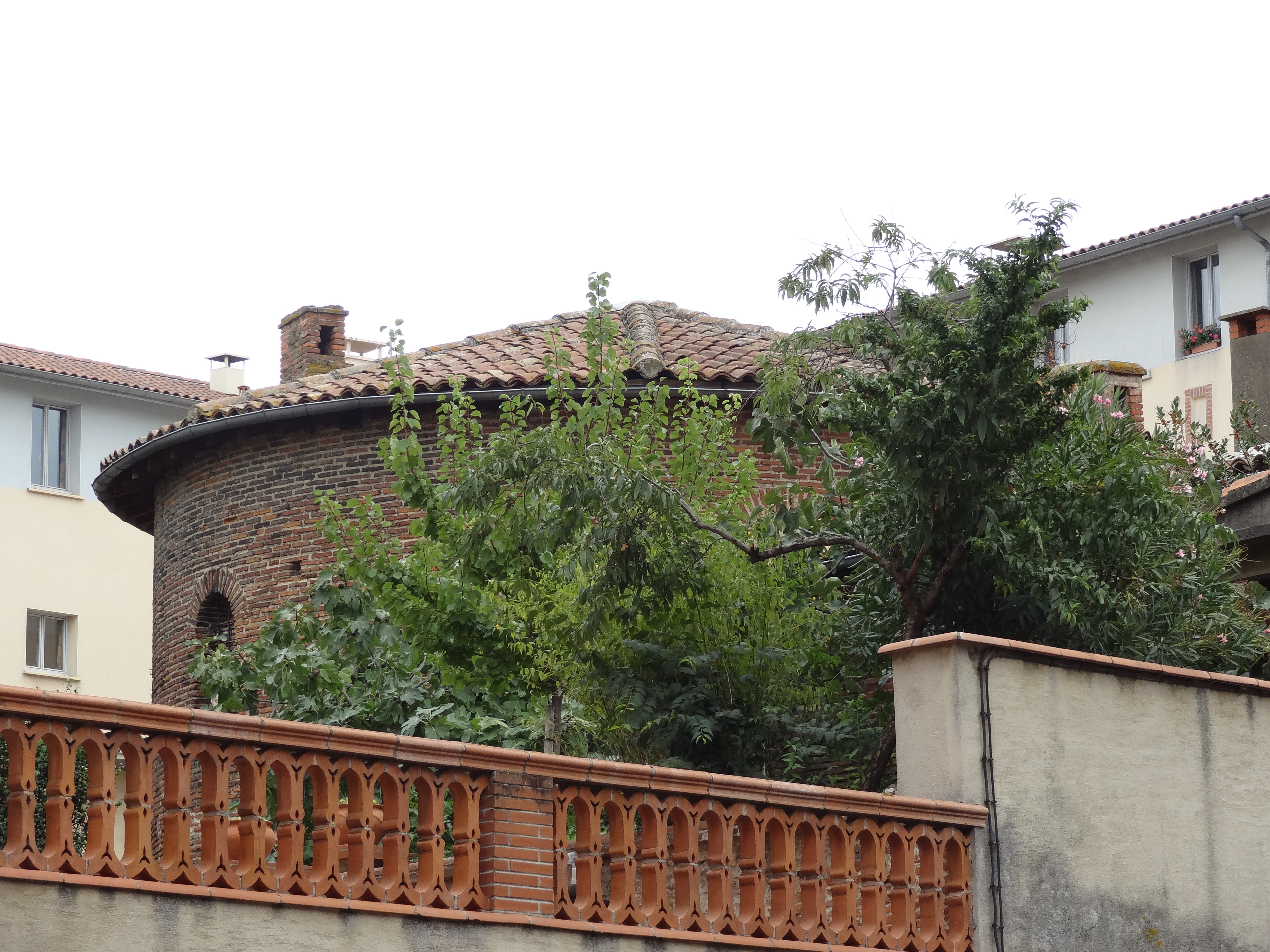
Le sommet de la tour des Hauts-Murats.
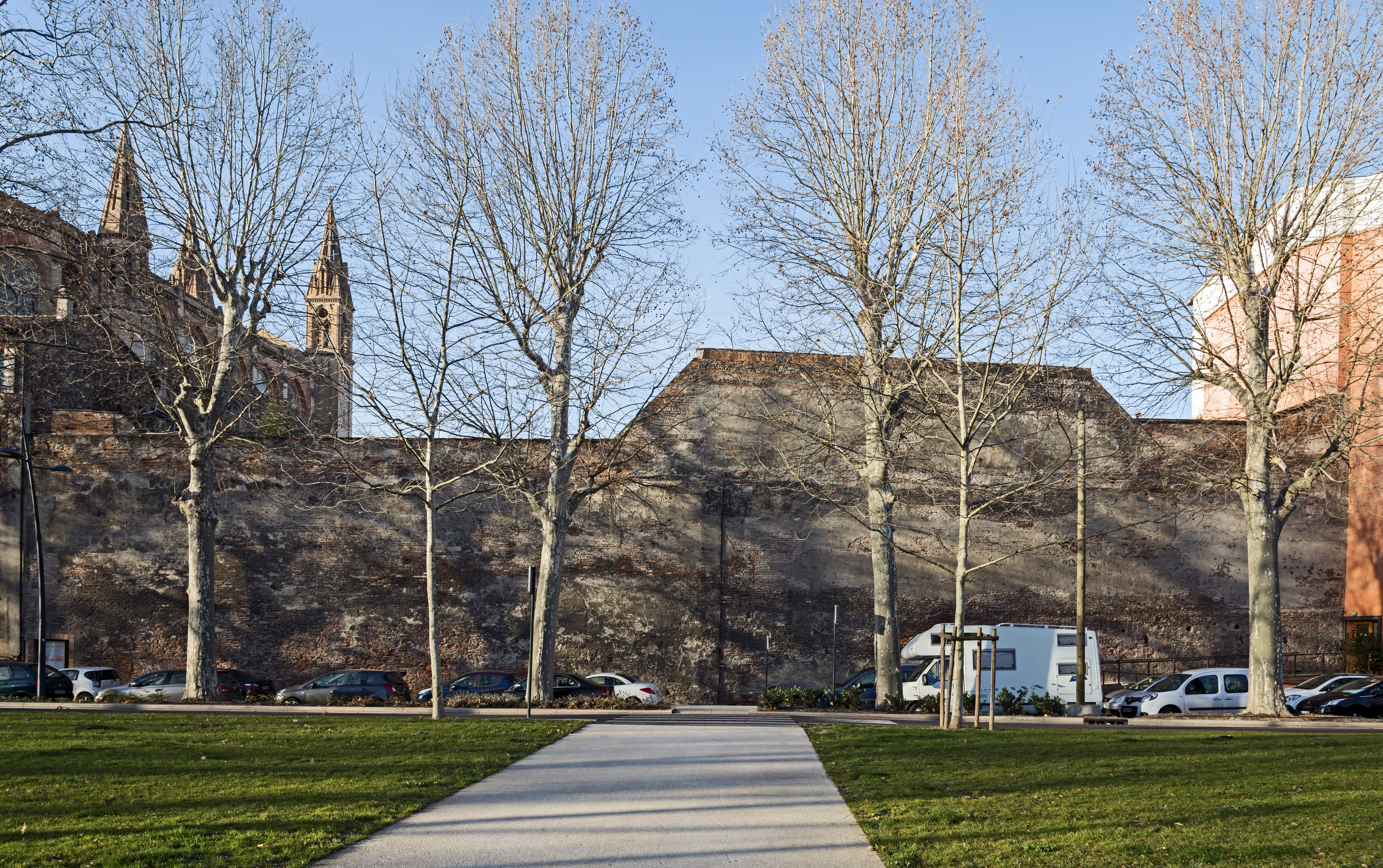
Le rempart médiéval sur les allées Jules-Guesde.
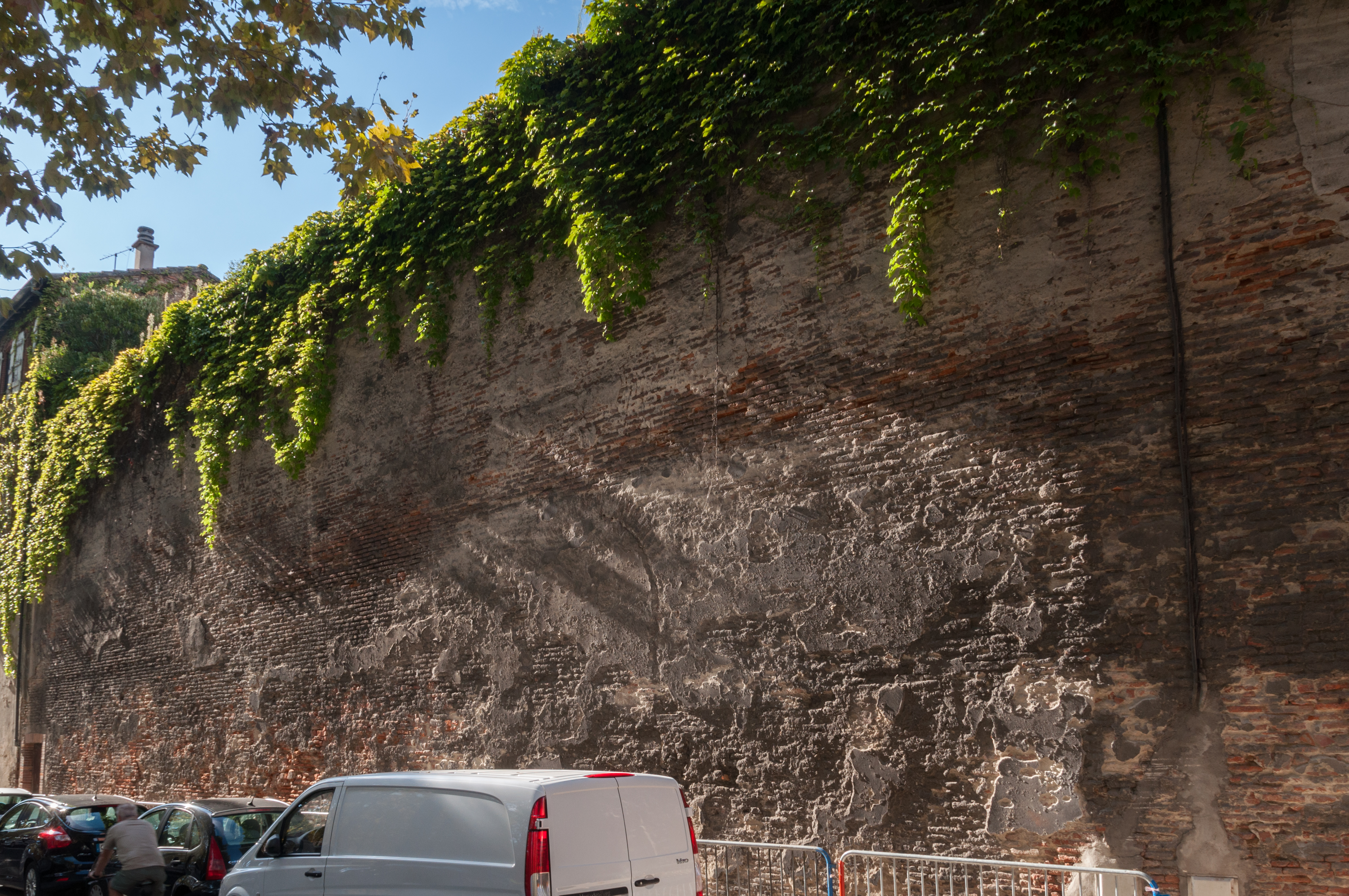
Détail du rempart médiéval.

### Tour de la rue Jules-Rességuier
Le rempart gallo-romain se trouvait entre la rue Escoussières-Montgaillard et la rue Jules-de-Rességuier. Les bâtiments de ces rues ont été construites à son emplacement, à la suite des destructions de la première moitié du XIXe siècle. C'est à cette époque qu'a été construit l'immeuble du no 10 rue Escoussières-Montgaillard et no 7 rue Jules-Rességuier, à l'emplacement d'une tour de cette enceinte. Le soubassement date du Ier siècle, tandis que l'élévation a été reprise au XIVe siècle. Le dernier étage de la tour est une surélévation réalisée en 1968. La tour ne bénéficie d'aucune protection des monuments historiques.

### Tour et rempart de la place Saint-Jacques
En 1973, la démolition d'un immeuble de la place Saint-Jacques, à l'angle des rues Saint-Jacques et Bida (actuels no 1-3) permet de retrouver une tour et un pan du rempart gallo-romains. À la suite des fouilles archéologiques, le projet immobilier est abandonné et les vestiges sont laissés visibles. Ils sont ensuite protégés au titre des monuments historiques en 1990,.

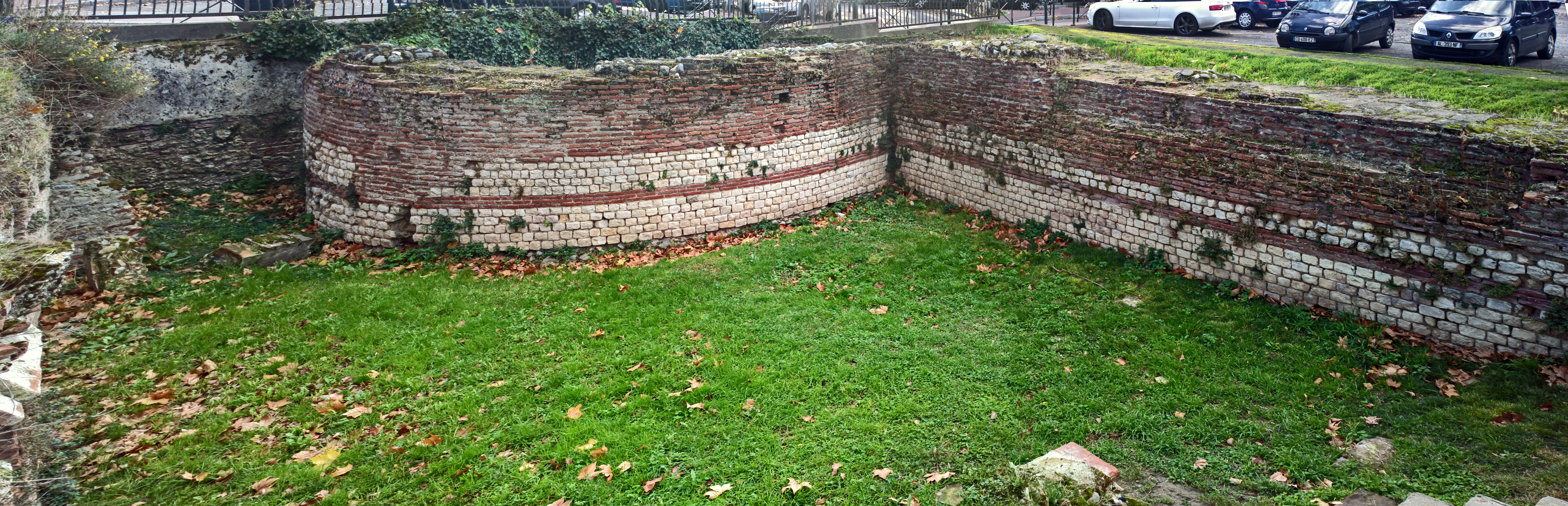
Les vestiges de la tour et la courtine.
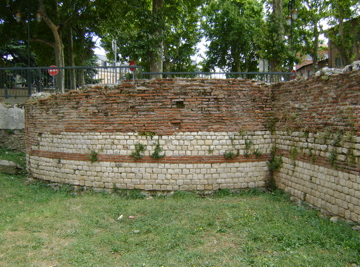
Détail de l'élévation.

### Tour et rempart de la rue Bida
Le rempart gallo-romain se trouvait entre la rue Sainte-Anne et la rue Bida, mais il est complètement détruit en 1826. L'immeuble entre le no 5 bis rue Bida et le no 6 rue Sainte-Anne a été élevé dans la première moitié du XIXe siècle à l'emplacement d'une tour à talon. La base de la tour gallo-romaine est en petits moellons en pierre et en brique. Elle est connue par un dessin de l'architecte Jean-François Virebent de 1778-1779, montrant qu'elle est alors partiellement effondrée. Des travaux, vers 2000, ont permis de rehausser la tour d'un niveau. Elle est encore visible depuis la rue Bida, mais dans le jardin elle est en partie cachée par le bâtiment en fond de cour de l'hôtel de la Mothe-Trilhe (no 8 rue Saint-Anne).

### Tour Rigaud et rempart du T.N.T.
Les vestiges du rempart gallo-romain et de la tour Rigaud sont découverts lors des travaux de construction du Théâtre national de Toulouse (T.N.T.) entre 1992 et 1998. Ils sont visibles au sous-sol du bâtiment. Ils ne bénéficient d'aucune protection des monuments historiques.

### Tour de la rue Lakanal
Les vestiges d'une tour à talon du rempart gallo-romain sont visibles dans le sous-sol du bâtiment sur cour d'un immeuble de la rue Lakanal construit sur un terrain ayant appartenu aux Dominicains (actuel no 11). Ils ne bénéficient d'aucune protection des monuments historiques.

### Tours et rempart de l'ancien hôpital Larrey
Le couvent des religieuses Notre-Dame du Sac, construit au milieu du XVIIe siècle, devient après la Révolution bien national et accueille un hôpital militaire, baptisé du nom de Dominique-Jean Larrey en 1896. En 1987, il est prévu de déménager l'hôpital sur un nouveau site à Pouvourville, et d'affecter une partie des bâtiments au conservatoire régional de musique, l'autre à la ZAC Larrey. Des fouilles archéologiques sont menées en 1988, mettant au jour les vestiges de deux tours et d'une partie du rempart gallo-romain et du palais des rois wisigoths du Ve siècle. Les vestiges du rempart se composent des restes d'une tour semi-circulaire et d'une tour circulaire, reliées par une courtine de 50 mètres environ et d'une épaisseur de 2,40 mètres. Si le palais est détruit après les fouilles, la partie des vestiges des tours et du rempart situés dans le périmètre de l'opération immobilière Larrey, autour de la place de Bologne sont protégés en 1989 par une inscription aux monuments historiques, laissant les vestiges du rempart situés dans le périmètre du conservatoire de musique hors de toute protection,.

### Rempart médiéval du boulevard Armand-Duportal

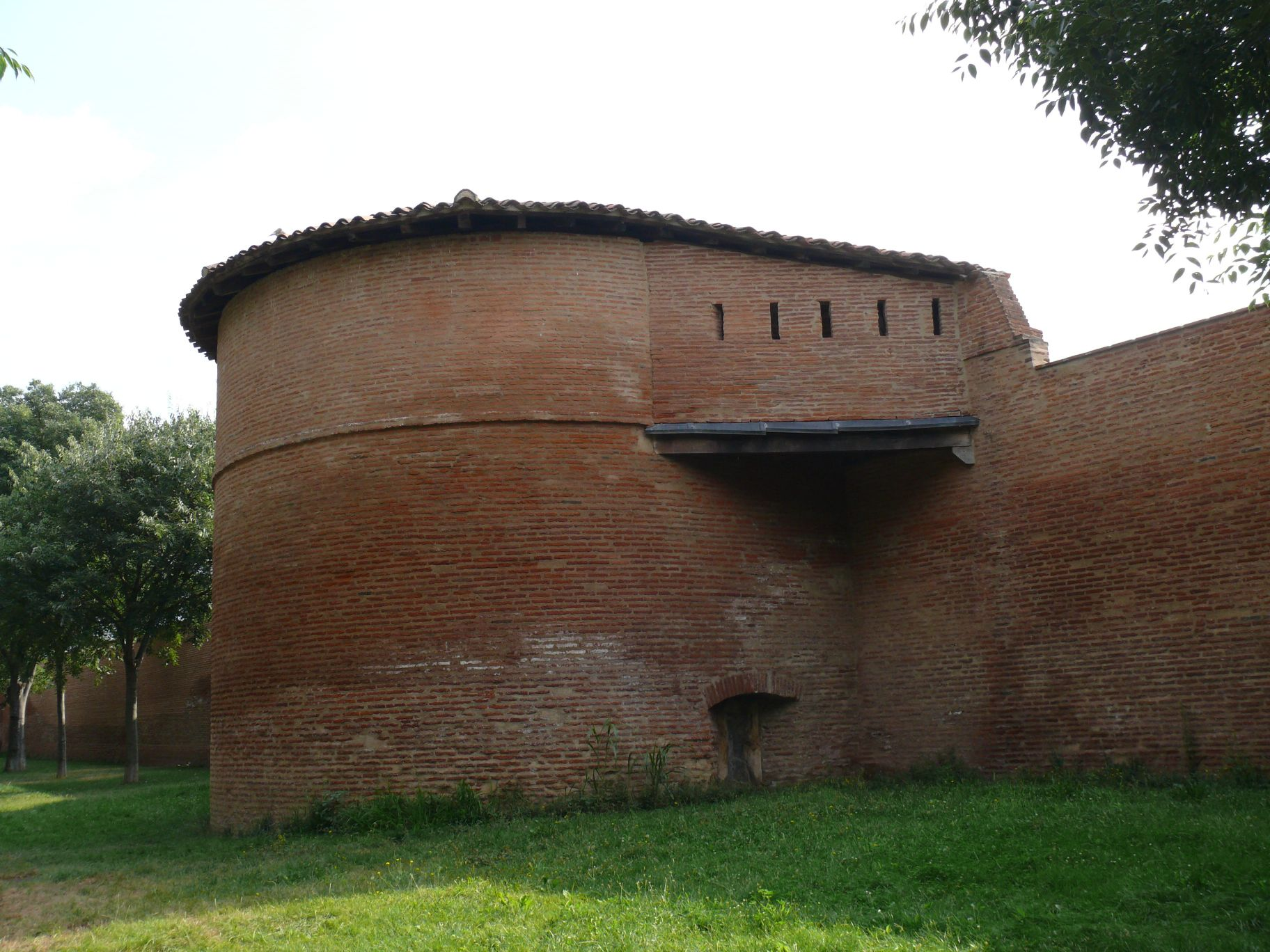
Une tour du rempart médiéval du boulevard Armand-Duportal.
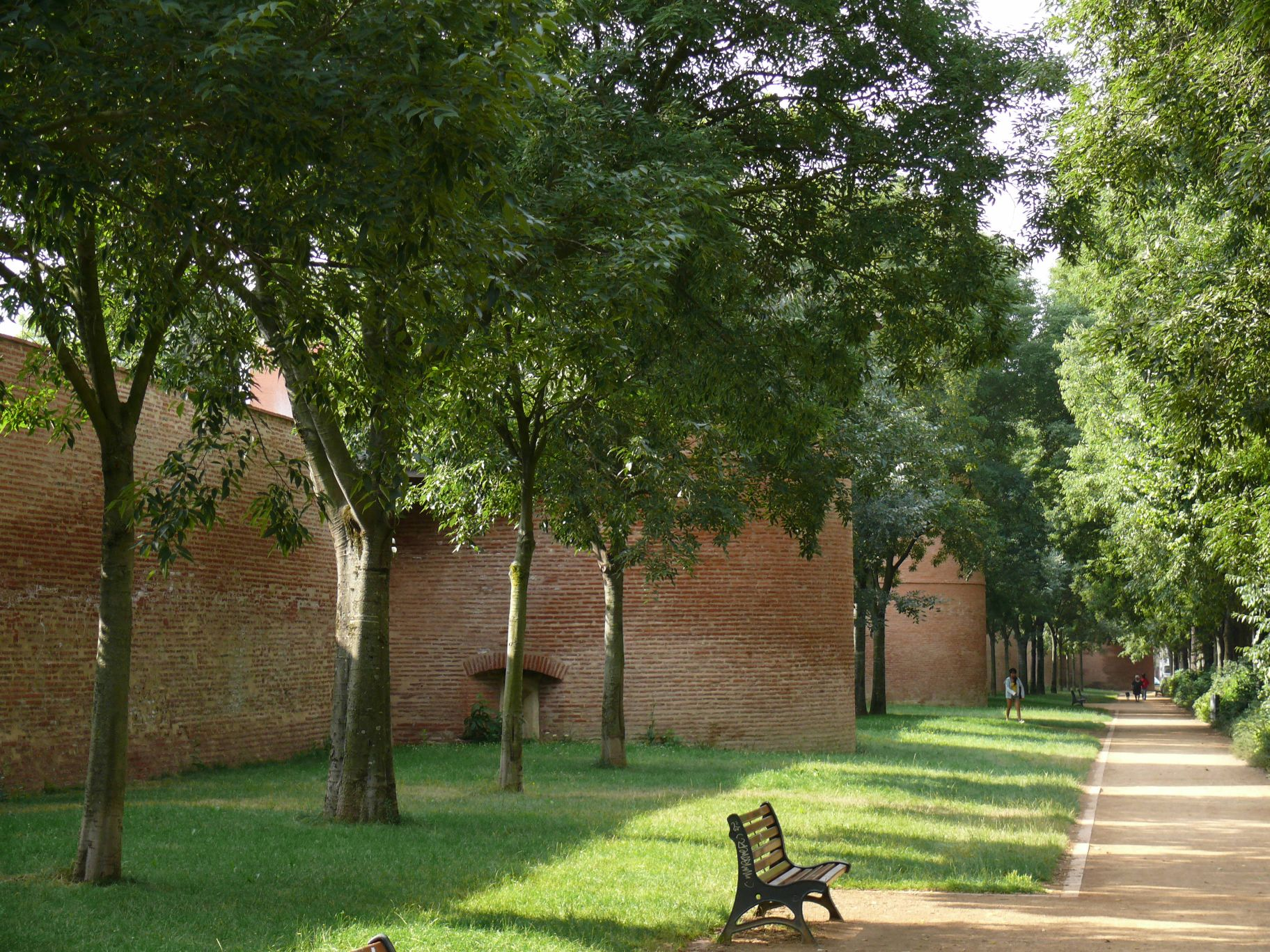
Les jardins du rempart.
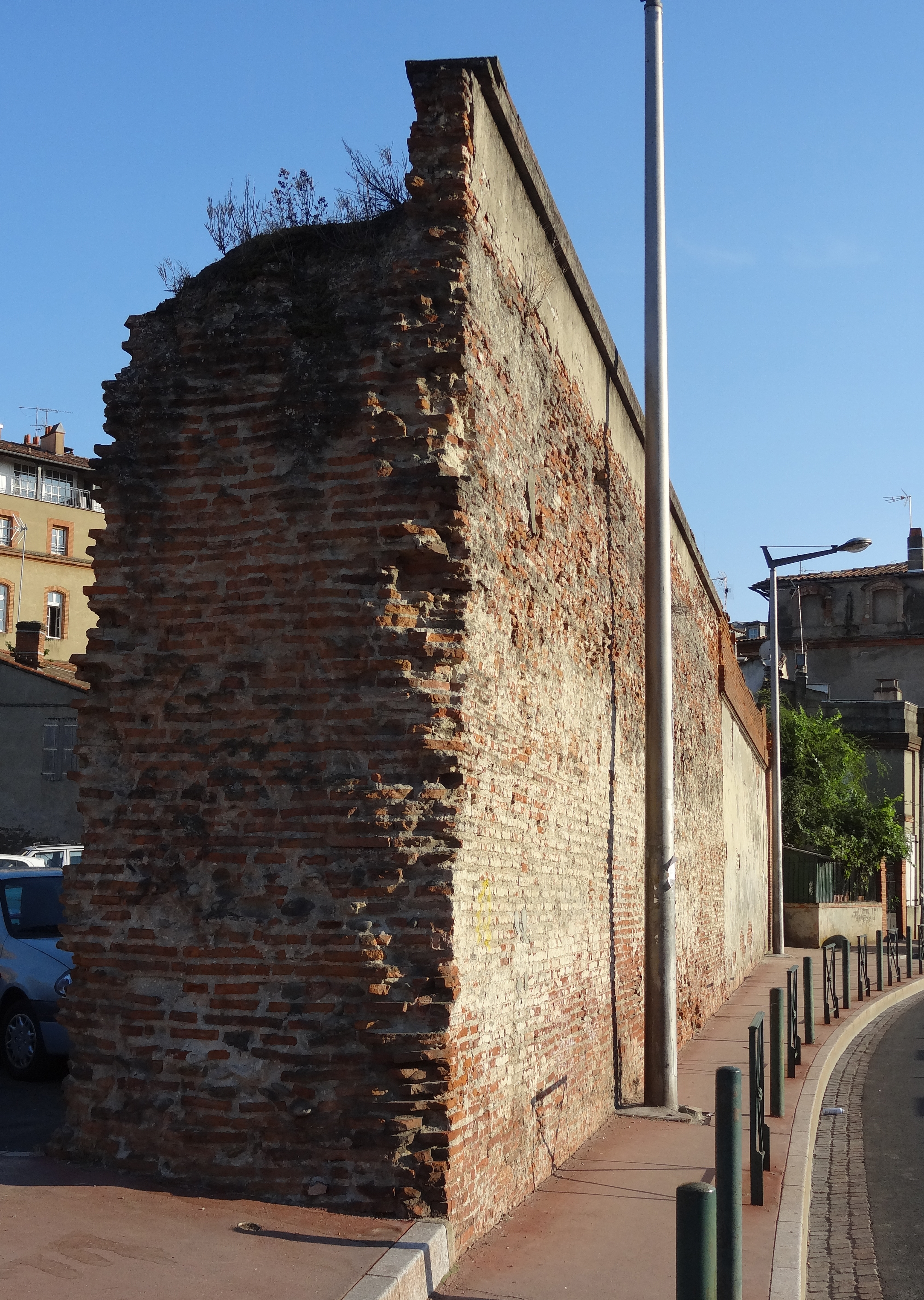
Le rempart entre l'allée de Barcelone et la rue de la Boule.

### Rempart médiéval de Saint-Cyprien
Le premier rempart qui ceint le faubourg Saint-Cyprien est construit au XIIIe siècle, mais il est probablement démoli peu après. Il est reconstruit et puissamment renforcé au début du XVe siècle, face à la menace anglaise, comme l'ensemble des remparts de la rive droite de la Garonne. Au nord-ouest, entre le fleuve et les allées Charles-de-Fitte, le rempart est long de 300 mètres et protégé par quatre tours : la tour Taillefer, la tour du Matériel, la tour de la Menuiserie et la tour de l'Isle. Il se prolongeait plus au sud jusqu'à une barbacane (actuelle place du Ravelin) qui contrôlait la porte de l'Isle. La tour Taillefer reste la plus importante : elle surplombe la Garonne et la chaussée du Bazacle de 35 mètres. Lorsque le rempart est démoli, à la fin du XVIIIe siècle, seule la partie nord-ouest du rempart, contre l'hôpital La Grave, est conservée,.

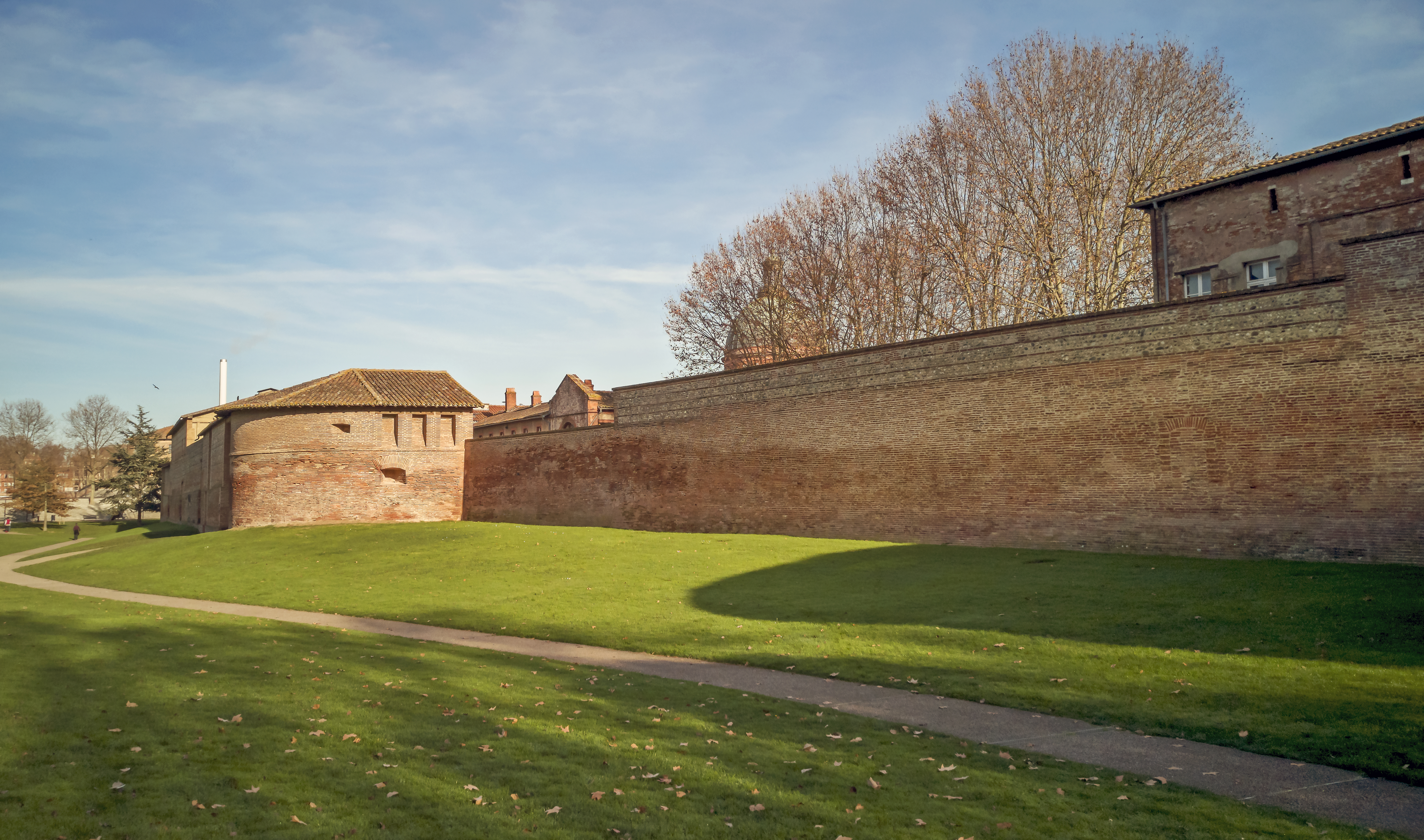
Le rempart médiéval du côté du jardin Raimond-VI.
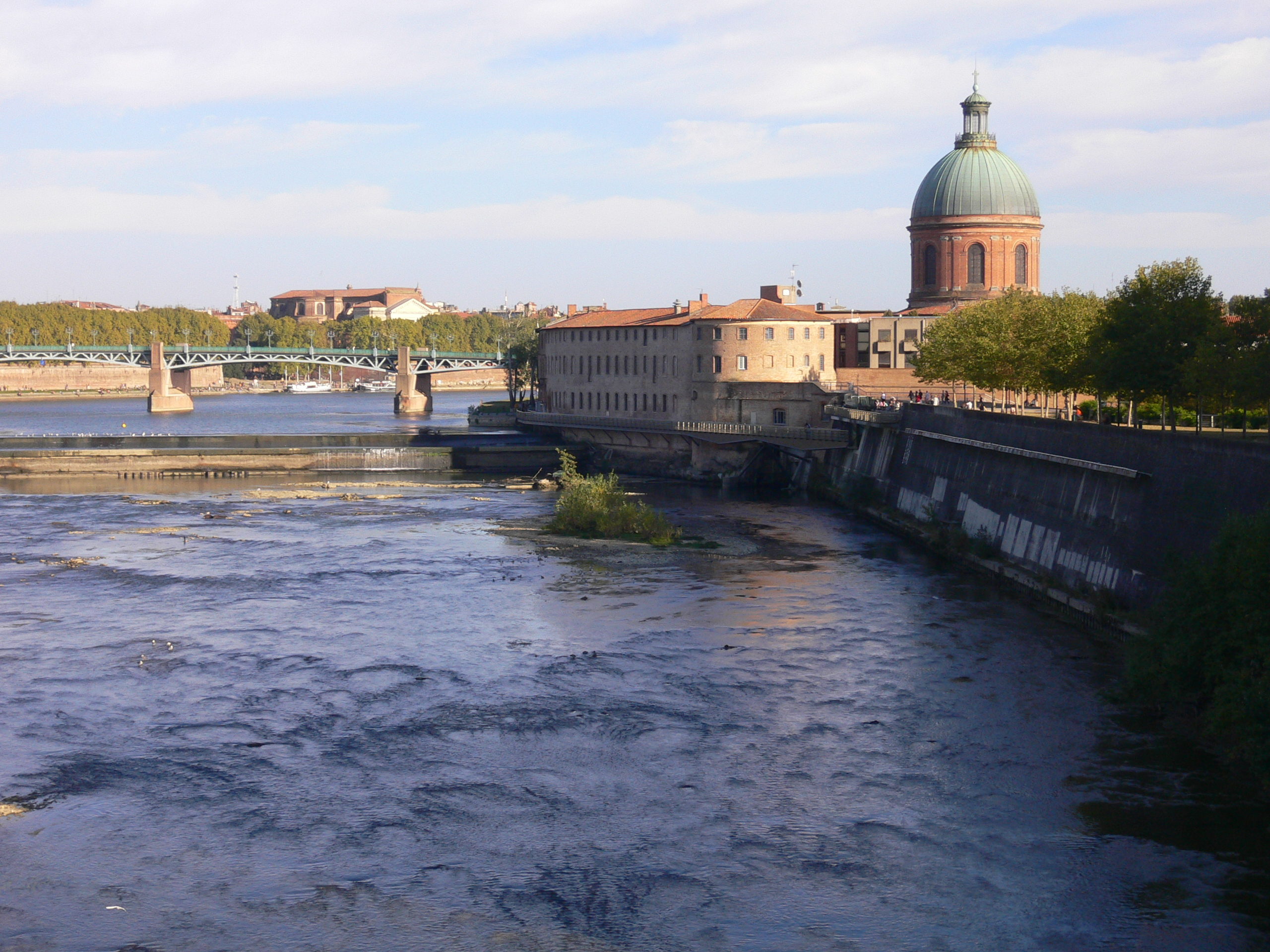
La Garonne, l'hôpital de La Grave et la tour Taillefer.
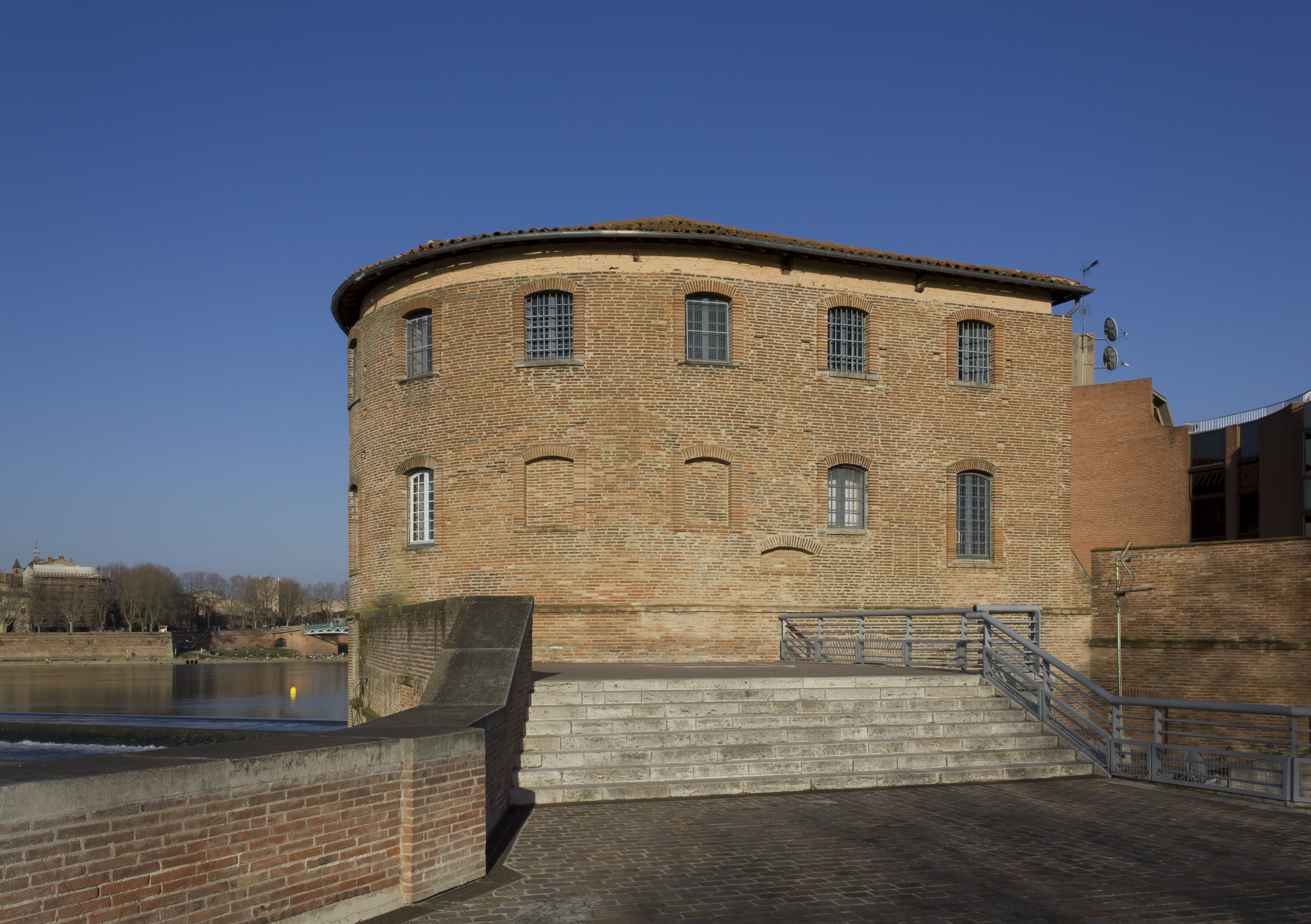
La tour Taillefer.

### Porte Saint-Cyprien
La porte Saint-Cyprien est construite entre 1776 et 1789 dans le cadre du réaménagement du faubourg Saint-Cyprien contre les inondations de la Garonne, établi par la ville et les États de Languedoc. L'ingénieur de la province du Languedoc, Joseph-Marie de Saget, prévoit une entrée monumentale dans l'alignement du Pont-Neuf, qui doit magnifier l'entrée de la ville et non plus la défendre. Elle est composée de deux pavillons en pierre portant une allégorie sculptée par François Lucas, la Province du Languedoc et Toulouse. Les deux pavillons sont joints par une grille en fer forgé réalisée en 1785 et 1788 par le serrurier Claude Adrien dit Champagne, mais démantelée par la grande inondation de 1875, puis fondue dans les forges du Bazacle en 1878. En 1944, les vestiges de la porte sont classés avec l'ensemble du site de la place Saint-Cyprien. Les travaux du métro ont entraîné la démolition et la reconstruction à l'identique des corps de garde,.

## Éléments détruits

### Porte Montoulieu

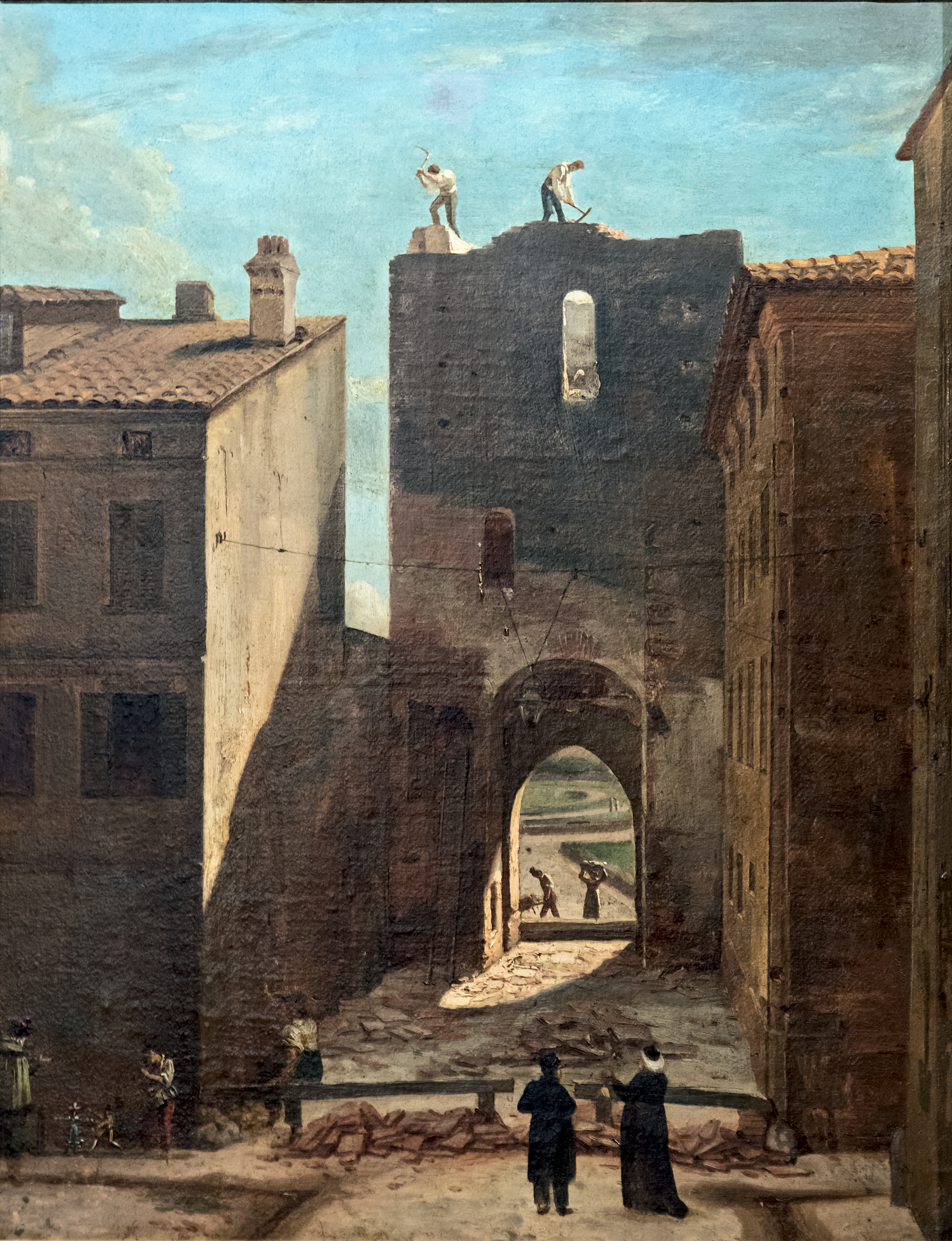
Démolition de la porte Montoulieu par Félix Saurine
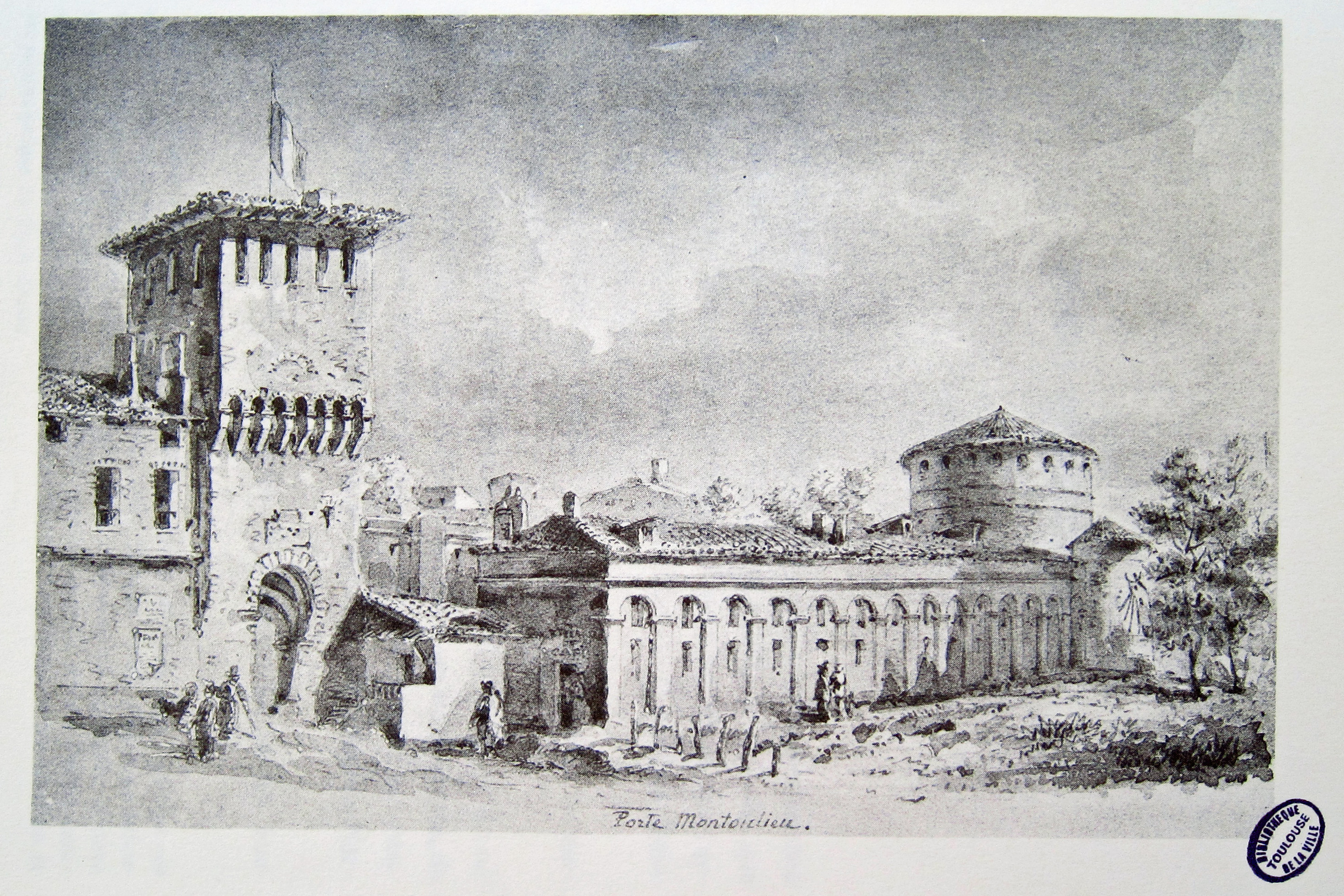
La porte Montoulieu et le rempart gallo-romain (par Ferdinand Mazzoli, Le Vieux Toulouse disparu, 1885).
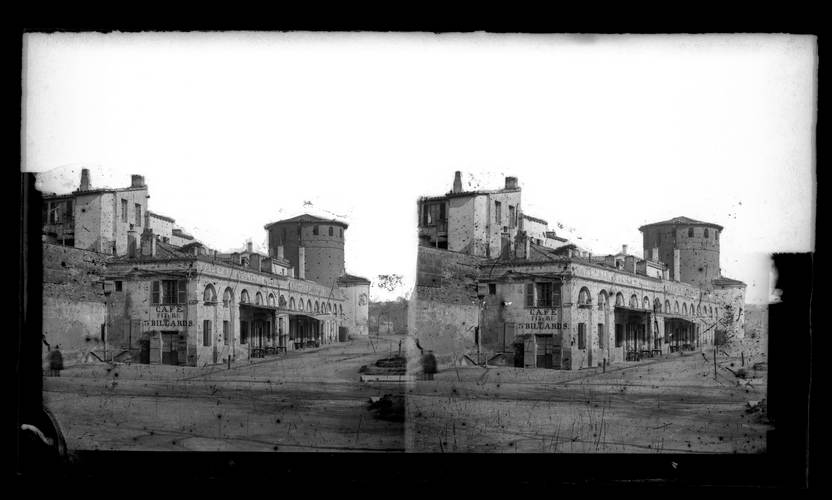
Tours des anciens remparts au foirail St-Etienne (par Eugène Trutat, Archives municipales de Toulouse, entre 1858 et 1863).

### Barrière d'octroi de Saint-Cyprien
À la fin du XVIIIe siècle, le rempart du faubourg Saint-Cyprien est démoli. En 1785, un mur d'octroi est reconstruit, à quelques mètres en avant de l'ancien rempart, entre la porte de Muret (actuelle place du Fer-à-Cheval) et la porte Saint-Cyprien. Il permet de contrôler le trafic des marchandises, qui doivent payer une taxe à l'entrée de la ville, l'octroi, perçu par les capitouls. Il fait alors 5 mètres de haut et 2 mètres d'épaisseur. En 2016, des fouilles archéologiques menées par les services municipaux permettent d'identifier une partie de ce mur, qui est ensuite détruit pour faire place à un immeuble de logements (actuel no 16 allées Charles-de-Fitte).

## Études du rempart
L'étude du rempart de Toulouse comme objet archéologique date d'au moins du XVIIe siècle. La datation du rempart fait l'objet de débats, tranchés en 1988 par les fouilles de l'hôpital Larrey. Grâce à l'étude archéomagnétique des matériaux, il est daté aux alentours de 30. De nouvelles fouilles sont réalisées en 1993 à l'hôtel Maleprade, rue Gambetta et rue de Mirepoix, mettent au jour des fosses à chaux, une tranchée de fondation d'une tour et des courtines. Elles permettent de dater plus précisément la construction du rempart, de 20 à 30.

## Odonymes
Malgré la disparition de parties importantes des différents remparts de la ville, les noms de rue de Toulouse conservent le souvenir de plusieurs sections de ces remparts, en particulier la rue du Rempart-Saint-Étienne, la rue du Rempart-Villeneuve et la rue du Rempart-Matabiau.
La rue Escoussières-Montgaillard et la rue Escoussières-Arnaud-Bernard se trouvent à l'emplacement d'une partie du « chemin des escoussières » (en occitan : escorsièra, « chemin de ronde » ), qui longeait le rempart du côté de la ville.
La rue des Renforts tient son nom des bastions construits au XVIe siècle pour protéger la partie sud de la muraille, à proximité des moulins du Château. De même, dans le quartier Saint-Cyprien, la place et la rue du Ravelin gardent le souvenir de la barbacane (ravelin en occitan) qui protégeait la porte de l'Isle.